# Saison 2014 de la National Rugby League
Navigation
Édition précédente Édition suivante
La Saison 2014 de la National Rugby League est la cent-huitième saison de cette compétition depuis que celle-ci a été créée en 1908. Seize équipes jouent 26 journées de championnat (phase régulière), les huit meilleures d'entre elles sont qualifiées pour les phases finales, dans le but de se qualifier pour la grande finale.

## Équipes
| Club                         | Admis en | Stade                                  | Entraineur                                          | Capitaine(s)                                    |
| Brisbane Broncos             | 1988     | Suncorp Stadium                        | Anthony Griffin                                     | Corey Parker & Justin Hodges                    |
| Canberra Raiders             | 1982     | GIO Stadium                            | Ricky Stuart                                        | Terry Campese puis Brett White et Jarrod Croker |
| Canterbury Bulldogs          | 1935     | ANZ Stadium                            | Des Hasler                                          | Michael Ennis & Frank Pritchard                 |
| Cronulla-Sutherland Sharks   | 1967     | Remondis Stadium                       | Shane Flanagan puis Peter Sharp puis James Shepherd | Paul Gallen                                     |
| Gold Coast Titans            | 2007     | Cbus Super Stadium                     | John Cartwright puis Neil Henry                     | Greg Bird & Nate Myles                          |
| Manly-Warringah Sea Eagles   | 1947     | Brookvale Oval                         | Geoff Toovey                                        | Jamie Lyon & Jason King                         |
| Melbourne Storm              | 1998     | AAMI Park                              | Craig Bellamy                                       | Cameron Smith                                   |
| Newcastle Knights            | 1988     | Hunter Stadium                         | Wayne Bennett                                       | Kurt Gidley                                     |
| New Zealand Warriors         | 1995     | Mount Smart Stadium                    | Matthew Elliott puis Andrew McFadden                | Simon Mannering                                 |
| North Queensland Cowboys     | 1995     | 1300SMILES Stadium                     | Paul Green                                          | Johnathan Thurston & Matt Scott                 |
| Parramatta Eels              | 1947     | Parramatta Stadium                     | Brad Arthur                                         | Tim Mannah & Jarryd Hayne                       |
| Penrith Panthers             | 1967     | Centrebet Stadium                      | Ivan Cleary                                         | Peter Wallace & Kevin Kingston                  |
| St. George Illawarra Dragons | 1999     | Jubilee Oval & WIN Stadium             | Steve Price puis Paul McGregor                      | Ben Creagh                                      |
| South Sydney Rabbitohs       | 1908     | ANZ Stadium                            | Michael Maguire                                     | John Sutton                                     |
| Sydney Roosters              | 1908     | Allianz Stadium                        | Trent Robinson                                      | Anthony Minichiello                             |
| Wests Tigers                 | 2000     | Leichhardt Oval & Campbelltown Stadium | Mick Potter                                         | Robbie Farah                                    |

## Résultats
| Team       | 1      | 2      | 3      | 4      | 5      | 6      | 7      | 8      | 9      | 10     | 11     | 12     | 13     | 14     | 15     | 16     | 17     | 18     | 19     | 20     | 21     | 22     | 23     | 24     | 25     | 26     | QF/EF  | SF    | PF     | GF     |
| ---------- | ------ | ------ | ------ | ------ | ------ | ------ | ------ | ------ | ------ | ------ | ------ | ------ | ------ | ------ | ------ | ------ | ------ | ------ | ------ | ------ | ------ | ------ | ------ | ------ | ------ | ------ | ------ | ----- | ------ | ------ |
| Brisbane   | CBY 6  | NQL 4  | SYD 4  | SGI 16 | PAR 7  | GCT 4  | NEW 26 | SOU 2  | NQL 13 | GCT 14 | WTI 2  | MAN 26 | CAN 24 | X      | NZL 9  | CRO 2  | X      | PEN 1  | NZL 6  | MEL 22 | MAN 12 | CBY 31 | SOU 26 | NEW 42 | SGI 8  | MEL 10 | NQL 12 |       |        |        |
| Canberra   | NQL 6  | NEW 6  | GCT 12 | SOU 12 | PEN 6  | NEW 14 | MEL 2  | MAN 36 | NZL 42 | PEN 6  | NQL 30 | SYD 14 | BRI 24 | X      | CBY 8  | WTI 1  | X      | GCT 16 | MEL 14 | SOU 16 | NZL 36 | PAR 8  | SGI 18 | CRO 10 | WTI 15 | PAR 13 |        |       |        |        |
| Canterbury | BRI 6  | CRO 38 | PEN 2  | MEL 28 | SYD 1  | NZL 1  | SOU 1  | NEW 4  | SGI 32 | NZL 4  | SYD 20 | X      | MAN 22 | PAR 10 | CAN 8  | X      | MAN 7  | MEL 2  | WTI 28 | NQL 8  | PEN 6  | BRI 31 | PAR 2  | WTI 20 | SOU 7  | GCT 1  | MEL 24 | MAN 1 | PEN 6  | SOU 24 |
| Cronulla   | GLD 6  | CBY 38 | SGI 2  | NEW 30 | NZL 31 | MAN 20 | SYD 6  | PEN 4  | PAR 18 | WTI 2  | SOU 18 | X      | SGI 30 | X      | MAN 26 | BRI 2  | SYD 2  | NEW 13 | NQL 18 | PEN 2  | PAR 20 | NZL 4  | MEL 42 | CAN 10 | NQL 1  | WTI 16 |        |       |        |        |
| Gld Coast  | CRO 6  | SOU 18 | CAN 12 | NQL 1  | MEL 2  | BRI 4  | PEN 2  | WTI 16 | SOU 22 | BRI 14 | NZL 8  | X      | PEN 22 | MEL 4  | SGI 1  | X      | SOU 4  | CAN 16 | NEW 14 | PAR 6  | NQL 20 | SYD 8  | MAN 3  | SGI 28 | NZL 42 | CBY 1  |        |       |        |        |
| Manly      | MEL 1  | SOU 2  | PAR 4  | SYD 8  | WTI 16 | CRO 20 | NQL 5  | CAN 36 | MEL 3  | NEW 1  | X      | BRI 26 | CBY 22 | X      | CRO 26 | SYD 8  | CBY 7  | WTI 32 | SGI 9  | NZL 10 | BRI 12 | SOU 19 | GCT 3  | PAR 10 | PEN 1  | NQL 14 | SOU 16 | CBY 1 |        |        |
| Melbourne  | MAN 1  | PEN 1  | NEW 8  | CBY 28 | GCT 2  | SGI 4  | CAN 2  | NZL 6  | MAN 3  | SOU 13 | X      | NQL 22 | SYD 20 | GCT 4  | PAR 26 | SGI 12 | X      | CBY 2  | CAN 14 | BRI 22 | WTI 22 | NEW 2  | CRO 42 | PEN 14 | SYD 12 | BRI 10 | CBY 24 |       |        |        |
| Newcastle  | PEN 22 | CAN 6  | MEL 8  | CRO 30 | NQL 26 | CAN 14 | BRI 26 | CBY 4  | PEN 22 | MAN 1  | X      | NZL 20 | WTI 3  | SYD 17 | NQL 8  | PAR 6  | X      | CRO 13 | GCT 14 | SYD 2  | SOU 40 | MEL 2  | NZL 6  | BRI 42 | PAR 30 | SGI 30 |        |       |        |        |
| N.Zealand  | PAR 20 | SGI 19 | NQL 4  | WTI 24 | CRO 31 | CBY 1  | SGI 10 | MEL 6  | CAN 42 | CBY 4  | GCT 8  | NEW 20 | SOU 16 | X      | BRI 9  | PEN 10 | X      | PAR 48 | BRI 6  | MAN 10 | CAN 36 | CRO 4  | NEW 6  | SYD 34 | GCT 42 | PEN 16 |        |       |        |        |
| North Qld  | CAN 6  | BRI 4  | NZL 4  | GCT 1  | NEW 26 | WTI 12 | MAN 5  | PAR 28 | BRI 13 | SYD 32 | CAN 30 | MEL 22 | PAR 2  | X      | NEW 8  | SOU 2  | SGI 3  | X      | CRO 18 | CBY 8  | GCT 20 | WTI 58 | PEN 1  | SOU 12 | CRO 1  | MAN 14 | BRI 12 | SYD 1 |        |        |
| Parramatta | NZL 20 | SYD 52 | MAN 4  | PEN 16 | BRI 7  | SYD 2  | WTI 3  | NQL 28 | CRO 18 | SGI 36 | X      | PEN 26 | NQL 2  | CBY 10 | MEL 26 | NEW 6  | X      | NZL 48 | SOU 20 | GCT 6  | CRO 20 | CAN 8  | CBY 2  | MAN 10 | NEW 30 | CAN 13 |        |       |        |        |
| Penrith    | NEW 22 | MEL 1  | CBY 2  | PAR 16 | CAN 6  | SOU 16 | GCT 2  | CRO 4  | NEW 22 | CAN 6  | X      | PAR 26 | GCT 22 | SGI 4  | X      | NZL 10 | WTI 16 | BRI 1  | SYD 20 | CRO 2  | CBY 6  | SGI 12 | NQL 1  | MEL 14 | MAN 1  | NZL 16 | SYD 1  | X     | CBY 6  |        |
| Souths     | SYD 20 | MAN 2  | WTI 9  | CAN 12 | SGI 20 | PEN 16 | CBY 1  | BRI 2  | GCT 22 | MEL 13 | CRO 18 | SGI 19 | NZL 16 | WTI 22 | X      | NQL 2  | GCT 4  | X      | PAR 20 | CAN 16 | NEW 40 | MAN 19 | BRI 26 | NQL 12 | CBY 7  | SYD 4  | MAN 16 | X     | SYD 10 | CBY 24 |
| St. George | WTI 20 | NZL 19 | CRO 2  | BRI 16 | SOU 20 | MEL 4  | NZL 10 | SYD 20 | CBY 32 | PAR 36 | X      | SOU 19 | CRO 30 | PEN 4  | GCT 1  | MEL 12 | NQL 3  | X      | MAN 9  | WTI 16 | SYD 8  | PEN 12 | CAN 18 | GCT 28 | BRI 8  | NEW 30 |        |       |        |        |
| Sydney     | SOU 20 | PAR 52 | BRI 4  | MAN 8  | CBY 1  | PAR 2  | CRO 6  | SGI 20 | WTI 24 | NQL 32 | CBY 20 | CAN 14 | MEL 20 | NEW 17 | X      | MAN 8  | CRO 2  | X      | PEN 20 | NEW 4  | SGI 8  | GCT 8  | WTI 44 | NZL 34 | MEL 12 | SOU 4  | PEN 1  | NQL 1 | SOU 10 |        |
| Wests      | SGI 20 | GCT 30 | SOU 9  | NZL 24 | MAN 16 | NQL 12 | PAR 3  | GCT 16 | SYD 24 | CRO 2  | BRI 2  | X      | NEW 3  | SOU 22 | X      | CAN 1  | PEN 16 | MAN 32 | CBY 28 | SGI 16 | MEL 22 | NQL 58 | SYD 44 | CBY 20 | CAN 15 | CRO 16 |        |       |        |        |
| Team       | 1      | 2      | 3      | 4      | 5      | 6      | 7      | 8      | 9      | 10     | 11     | 12     | 13     | 14     | 15     | 16     | 17     | 18     | 19     | 20     | 21     | 22     | 23     | 24     | 25     | 26     | QF/EF  | SF    | PF     | GF     |

Gras – à l'extérieur

X – Exempt

## Classement de la phase régulière
| Rang | Franchise            | Joués | V  | N | D  | B | PP  | PC  | Diff | Points |
| 1    | Sydney (CH)          | 24    | 16 | 0 | 8  | 2 | 615 | 385 | +230 | 36     |
| 2    | Manly-Warringah (RU) | 24    | 16 | 0 | 8  | 2 | 502 | 399 | +103 | 36     |
| 3    | South Sydney (SF)    | 24    | 15 | 0 | 9  | 2 | 585 | 361 | +224 | 34     |
| 4    | Penrith              | 24    | 15 | 0 | 9  | 2 | 506 | 426 | +80  | 34     |
| 5    | North Queensland     | 24    | 14 | 0 | 10 | 2 | 596 | 406 | +190 | 32     |
| 6    | Melbourne            | 24    | 14 | 0 | 10 | 2 | 536 | 460 | +76  | 32     |
| 7    | Canterbury-Bankstown | 24    | 13 | 0 | 11 | 2 | 446 | 439 | +7   | 30     |
| 8    | Brisbane             | 24    | 12 | 0 | 12 | 2 | 546 | 456 | +93  | 28     |
| 9    | New Zealand          | 24    | 12 | 0 | 12 | 2 | 571 | 491 | +80  | 28     |
| 10   | Parramatta (WS)      | 24    | 12 | 0 | 12 | 2 | 477 | 580 | -103 | 28     |
| 11   | St. George Illawarra | 24    | 11 | 0 | 13 | 2 | 469 | 528 | -59  | 26     |
| 12   | Newcastle (SF)       | 24    | 10 | 0 | 14 | 2 | 463 | 571 | -108 | 24     |
| 13   | Wests Tigers         | 24    | 10 | 0 | 14 | 2 | 420 | 631 | -211 | 24     |
| 14   | Gold Coast           | 24    | 9  | 0 | 15 | 2 | 372 | 538 | -166 | 22     |
| 15   | Canberra             | 24    | 8  | 0 | 16 | 2 | 466 | 623 | -157 | 20     |
| 16   | Cronulla-Sutherland  | 24    | 5  | 0 | 19 | 2 | 334 | 613 | -279 | 14     |

| - Qualifié pour les phases finales (#1 à #8). |
| CH : Champion 2013, RU : Finaliste 2013, WS : Cuillère de bois 2013, SF : Demi-finaliste 2013                                                                                           |
| abréviations=Pts, points; J, matchs joués; V, victoires ; N, match nuls ; D, défaites ; B, bye ; PP, points pour ; PC, points contre ; Diff, différence de points ; T, tenant du titre. |

Attribution des points : 2 points sont attribués pour une victoire, 1 point pour un match nul, 0 point en cas de défaite, 2 lorsque l'épique est exempte (bye).

Source : nrl.com

## Playoffs
Lors des Finales de qualification, le vainqueur des deux machs opposant les premier et quatrième de la phase régulière, et du deuxième et le troisième, sont directement qualifiés pour les finales préliminaires. Les vaincus de ces deux rencontres sont opposés aux deux vainqueurs des deux autres rencontres des Finales de qualification.
| FINALES DE QUALIFICATION       |                        |                                   |                          |                                |                               |        |
| (2) Manly-Warringah Sea Eagles | 24 - 40                | (3) South Sydney Rabbitohs        | 12 septembre 2014, 19:55 | Allianz Stadium, Sydney        | Shayne Hayne, Gavin Badger    | 25 733 |
| (1) Sydney Roosters            | 18 - 19                | (4) Penrith Panthers              | 13 septembre 2014, 17:50 | Allianz Stadium, Sydney        | Jared Maxwell, Henry Perenara | 28 449 |
| (5) North Queensland Cowboys   | 32 - 20                | (8) Brisbane Broncos              | 13 septembre 2014, 19:55 | 1300SMILES Stadium, Townsville | Gerard Sutton, Ben Cummins    | 25 120 |
| (6) Melbourne Storm            | 4 - 28                 | (7) Canterbury-Bankstown Bulldogs | 14 septembre 2014, 16:10 | AAMI Park, Melbourne           | Matt Cecchin, Gavin Morris    | 19 230 |
| DEMI FINALES                   |                        |                                   |                          |                                |                               |        |
| (1) Sydney Roosters            | 31 - 30                | (5) North Queensland Cowboys      | 19 septembre 2014, 19:55 | Allianz Stadium, Sydney        | Shayne Hayne, Gavin Badger    | 18 355 |
| (2) Manly-Warringah Sea Eagles | 17 - 18 (golden point) | (7) Canterbury-Bankstown Bulldogs | 20 septembre 2014, 19:55 | Allianz Stadium, Sydney        | Gerard Sutton, Ben Cummins    | 28 186 |
| FINALES PRELIMINAIRES          |                        |                                   |                          |                                |                               |        |
| (3) South Sydney Rabbitohs     | 32 - 22                | (1) Sydney Roosters               | 26 septembre 2014, 19:55 | ANZ Stadium, Sydney            | Gerard Sutton, Ben Cummins    | 52 592 |
| (4) Penrith Panthers           | 12 - 18                | (7) Canterbury-Bankstown Bulldogs | 27 septembre 2014, 19:55 | ANZ Stadium, Sydney            | Shayne Hayne, Gavin Badger    | 46 168 |
| GRANDE FINALE                  |                        |                                   |                          |                                |                               |        |
| (3) South Sydney Rabbitohs     | 30 - 6                 | (7) Canterbury-Bankstown Bulldogs | 5 octobre 2014, 19:20    | ANZ Stadium, Sydney            | Shayne Hayne, Gerard Sutton   | 83 833 |

Source : nrl.com

### Premier Tour

#### Finales de Qualification
| 12 septembre 2014 19:55 | Manly-Warringah Sea Eagles                                                                                         | 24 - 40 (0 - 22) | South Sydney Rabbitohs | Allianz Stadium, Sydney 25 733 spectateurs Arbitre : Shayne Hayne, Gavin Badger |
| 12 septembre 2014 19:55 | Essai(s) : Stewart (64e), Lyon (68e), Symonds (74e), Blair (78e) Transformation(s) : Lyon 4/4 (65e, 69e, 75e, 79e) |                  | Essai(s) : Reynolds 2 (11e, 42e), Keary (18e), Tuqiri (27e), Johnston 2 (35e, 55e), Walker (52e) Transformation(s) : Reynolds 6/7 (12e, 19e, 28e, 43e, 53e, 56e) | Allianz Stadium, Sydney 25 733 spectateurs Arbitre : Shayne Hayne, Gavin Badger |
| 12 septembre 2014 19:55 | |                  | | Allianz Stadium, Sydney 25 733 spectateurs Arbitre : Shayne Hayne, Gavin Badger |

| Manly-Warringah Sea Eagles | Position         | South Sydney Rabbitohs |
| -------------------------- | ---------------- | ---------------------- |
| 1 Brett Stewart            | Arrière          | 1 Greg Inglis          |
| 2 Jorge Taufua             | Ailier           | 2 Alex Johnston        |
| 3 Jamie Lyon (c)           | Centre           | 3 Dylan Walker         |
| 4 Steve Matai              | Centre           | 4 Kirisome Auva'a      |
| 5 Peta Hiku                | Ailier           | 5 Lote Tuqiri          |
| 6 Kieran Foran             | Demi d'ouverture | 6 Luke Keary           |
| 7 Daly Cherry-Evans        | Demi de mêlée    | 7 Adam Reynolds        |
| 17 Jason King              | Pilier           | 8 George Burgess       |
| 9 Jayden Hodges            | Talonneur        | 9 Issac Luke           |
| 10 Brenton Lawrence        | Pilier           | 10 Dave Tyrrell        |
| 11 Anthony Watmough        | Deuxième ligne   | 11 Kyle Turner         |
| 12 Justin Horo             | Deuxième ligne   | 12 John Sutton (c)     |
| 13 Tom Symonds             | Troisième ligne  | 13 Sam Burgess         |
| 8 Josh Starling            | Remplaçant       | 14 Jason Clark         |
| 14 Jesse Sene-Lefao        | Remplaçant       | 15 Chris McQueen       |
| 15 Dunamis Lui             | Remplaçant       | 16 Thomas Burgess      |
| 18 Cheyse Blair            | Remplaçant       | 17 Luke Burgess        |

| 13 septembre 2014 17:50 | Sydney Roosters | 18 - 19 (6 - 4) | Penrith Panthers | Allianz Stadium, Sydney 28 449 spectateurs Arbitre : Jared Maxwell, Henry Perenara |
| 13 septembre 2014 17:50 | Essai(s) : Jennings (30e), Kenny-Dowall (44e), Pearce (73e) Transformation(s) : Maloney 3/3 (31e, 45e, 74e) Drop(s) : Maloney 0/1 |                 | Essai(s) : Mansour (25e), Whare 2 (52e, 77e) Transformation(s) : Soward 2/3 (53e, 78e) Pénalité(s) : Soward 1/1 (57e) Drop(s) : Soward 1/1 (80e) | Allianz Stadium, Sydney 28 449 spectateurs Arbitre : Jared Maxwell, Henry Perenara |
| 13 septembre 2014 17:50 | |                 | | Allianz Stadium, Sydney 28 449 spectateurs Arbitre : Jared Maxwell, Henry Perenara |

| Sydney Roosters           | Position         | Penrith Panthers          |
| ------------------------- | ---------------- | ------------------------- |
| 1 Anthony Minichiello (c) | Arrière          | 1 Matt Moylan             |
| 2 Daniel Tupou            | Ailier           | 2 Josh Mansour            |
| 3 Michael Jennings        | Centre           | 3 Dean Whare              |
| 4 Shaun Kenny-Dowall      | Centre           | 4 Jamal Idris             |
| 5 Roger Tuivasa-Sheck     | Ailier           | 5 Dallin Watene-Zelezniak |
| 6 James Maloney           | Demi d'ouverture | 6 Will Smith              |
| 7 Mitchell Pearce         | Demi de mêlée    | 7 Jamie Soward (c)        |
| 8 Jared Waerea-Hargreaves | Pilier           | 8 Sam McKendry            |
| 9 Mitchell Aubusson       | Talonneur        | 9 James Segeyaro          |
| 17 Kane Evans             | Pilier           | 10 Brent Kite (c)         |
| 11 Boyd Cordner           | Deuxième ligne   | 11 Sika Manu              |
| 12 Sonny Bill Williams    | Deuxième ligne   | 12 Matt Robinson          |
| 20 Frank-Paul Nu'uausala  | Troisième ligne  | 13 Nigel Plum             |
| 10 Sam Moa                | Remplaçant       | 14 Lewis Brown            |
| 13 Isaac Liu              | Remplaçant       | 15 Jeremy Latimore        |
| 14 Jackson Hastings       | Remplaçant       | 16 Ben Murdoch-Masila     |
| 15 Rémi Casty             | Remplaçant       | 17 Sam Anderson           |

#### Finales éliminatoires
| 13 septembre 2014 19:55 | North Queensland Cowboys | 32 - 20 (24 - 0) | Brisbane Broncos                                                                                 | 1300SMILES Stadium, Townsville 25 120 spectateurs Arbitre : Gerard Sutton, Ben Cummins |
| 13 septembre 2014 19:55 | Essai(s) : Cooper 2 (9e, 38e), Linnett (12e), Lui (19e), Morgan (65e) Transformation(s) : Thurston 5/5 (10e, 13e, 20e, 39e, 66e) Pénalité(s) : Thurston 1/1 (70e) |                  | Essai(s) : Barba (52e), Kahu 2 (54e, 60e), Vidot (72e) Transformation(s) : Parker 2/4 (55e, 72e) | 1300SMILES Stadium, Townsville 25 120 spectateurs Arbitre : Gerard Sutton, Ben Cummins |
| 13 septembre 2014 19:55 | |                  |                                                                                                  | 1300SMILES Stadium, Townsville 25 120 spectateurs Arbitre : Gerard Sutton, Ben Cummins |

| North Queensland Cowboys | Position         | Brisbane Broncos    |
| ------------------------ | ---------------- | ------------------- |
| 1 Michael Morgan         | Arrière          | 1 Justin Hodges (c) |
| 2 Kyle Feldt             | Ailier           | 2 Daniel Vidot      |
| 3 Tautau Moga            | Centre           | 19 Jordan Kahu      |
| 4 Kane Linnett           | Centre           | 4 Dale Copley       |
| 5 Antonio Winterstein    | Ailier           | 5 Lachlan Maranta   |
| 6 Robert Lui             | Demi d'ouverture | 6 Ben Barba         |
| 7 Johnathan Thurston (c) | Demi de mêlée    | 7 Ben Hunt          |
| 8 Matt Scott (c)         | Pilier           | 8 Josh McGuire      |
| 9 Rory Kostjasyn         | Talonneur        | 9 Andrew McCullough |
| 10 Ashton Sims           | Pilier           | 10 Corey Parker (c) |
| 11 Gavin Cooper          | Deuxième ligne   | 11 Alex Glenn       |
| 12 Tariq Sims            | Deuxième ligne   | 12 Matt Gillett     |
| 13 Jason Taumalolo       | Troisième ligne  | 13 Sam Thaiday      |
| 14 Ray Thompson          | Remplaçant       | 3 Corey Oates       |
| 15 Scott Bolton          | Remplaçant       | 14 Jarrod Wallace   |
| 16 Glenn Hall            | Remplaçant       | 15 Martin Kennedy   |
| 17 James Tamou           | Remplaçant       | 16 Ben Hannant      |

| 14 septembre 2014 16:10 | Melbourne Storm                                        | 4 - 28 (0 - 24) | Canterbury-Bankstown Bulldogs                                                                                            | AAMI Park, Melbourne 19 230 spectateurs Arbitre : Matt Cecchin, Gavin Morris |
| 14 septembre 2014 16:10 | Essai(s) : Waqa (45e) Transformation(s) : Chambers 0/1 |                 | Essai(s) : Eastwood (5e), Hodkinson (13e), Lafai 3 (16e, 36e, 75e) Transformation(s) : Hodkinson 4/5 (6e, 14e, 17e, 37e) | AAMI Park, Melbourne 19 230 spectateurs Arbitre : Matt Cecchin, Gavin Morris |
| 14 septembre 2014 16:10 |                                                        |                 | | AAMI Park, Melbourne 19 230 spectateurs Arbitre : Matt Cecchin, Gavin Morris |

| Melbourne Storm     | Position         | Canterbury-Bankstown Bulldogs |
| ------------------- | ---------------- | ----------------------------- |
| 1 Billy Slater      | Arrière          | 1 Sam Perrett                 |
| 2 Sisa Waqa         | Ailier           | 2 Corey Thompson              |
| 3 Will Chambers     | Centre           | 3 Josh Morris                 |
| 4 Mahe Fonua        | Centre           | 4 Tim Lafai                   |
| 5 Marika Koroibete  | Ailier           | 5 Mitch Brown                 |
| 6 Ben Roberts       | Demi d'ouverture | 6 Josh Reynolds               |
| 7 Cooper Cronk      | Demi de mêlée    | 7 Trent Hodkinson             |
| 8 Jesse Bromwich    | Pilier           | 8 Aiden Tolman                |
| 9 Cameron Smith (c) | Talonneur        | 9 Michael Ennis (c)           |
| 10 Bryan Norrie     | Pilier           | 10 James Graham               |
| 11 Kevin Proctor    | Deuxième ligne   | 11 Josh Jackson               |
| 12 Ryan Hoffman     | Deuxième ligne   | 12 Tony Williams              |
| 17 Jordan McLean    | Troisième ligne  | 13 Greg Eastwood              |
| 13 Ryan Hinchcliffe | Remplaçant       | 15 Dale Finucane              |
| 14 Tim Glasby       | Remplaçant       | 16 David Klemmer              |
| 15 Tohu Harris      | Remplaçant       | 17 Frank Pritchard            |
| 16 Junior Moors     | Remplaçant       | 22 Patrick O'Hanlon           |

### Demi-Finales
| 19 septembre 2014 19:55 | Sydney Roosters | 31 - 30 (30 - 12) | North Queensland Cowboys | Allianz Stadium, Sydney 18 355 spectateurs Arbitre : Shayne Hayne, Gavin Badger |
| 19 septembre 2014 19:55 | Essai(s) : Pearce (3e), Tupou 2 (17e, 28e), Jennings (22e), Maloney (32e) Transformation(s) : Maloney 5/5 (4e, 18e, 23e, 29e, 33e) Pénalité(s) : Maloney 0/1 Drop(s) : Maloney 1/1 (76e) |                   | Essai(s) : Lowe (36e), Cooper (38e), Thurston (46e), Lui (50e), Scott (57e) Transformation(s) : Thurston 5/5 (37e, 39e, 47e, 51e, 58e) | Allianz Stadium, Sydney 18 355 spectateurs Arbitre : Shayne Hayne, Gavin Badger |
| 19 septembre 2014 19:55 | |                   | | Allianz Stadium, Sydney 18 355 spectateurs Arbitre : Shayne Hayne, Gavin Badger |

| Sydney Roosters           | Position         | North Queensland Cowboys |
| ------------------------- | ---------------- | ------------------------ |
| 1 Anthony Minichiello (c) | Arrière          | 1 Michael Morgan         |
| 2 Daniel Tupou            | Ailier           | 2 Kyle Feldt             |
| 3 Michael Jennings        | Centre           | 3 Tautau Moga            |
| 4 Shaun Kenny-Dowall      | Centre           | 4 Kane Linnett           |
| 5 Roger Tuivasa-Sheck     | Ailier           | 5 Antonio Winterstein    |
| 6 James Maloney           | Demi d'ouverture | 6 Robert Lui             |
| 7 Mitchell Pearce         | Demi de mêlée    | 7 Johnathan Thurston (c) |
| 8 Jared Waerea-Hargreaves | Pilier           | 8 Matt Scott (c)         |
| 9 Jake Friend             | Talonneur        | 9 Rory Kostjasyn         |
| 10 Sam Moa                | Pilier           | 10 Ashton Sims           |
| 11 Boyd Cordner           | Deuxième ligne   | 11 Gavin Cooper          |
| 12 Sonny Bill Williams    | Deuxième ligne   | 13 Jason Taumalolo       |
| 13 Aidan Guerra           | Troisième ligne  | 17 James Tamou           |
| 14 Mitchell Aubusson      | Remplaçant       | 12 Glenn Hall            |
| 15 Frank-Paul Nu'uausala  | Remplaçant       | 14 Ray Thompson          |
| 16 Isaac Liu              | Remplaçant       | 15 Scott Bolton          |
| 17 Rémi Casty             | Remplaçant       | 16 Ethan Lowe            |

Les Roosters mènent 30-0 après 33 minutes de jeu, mais 2 essais des Cowboys avant la mi-temps les remette dans le match. Ils inscrivent 3 nouveaux essais en un quart d'heure pour égaliser à 30-30. Un drop de Maloney permet à Sydney de repasser devant. Dans les dernières minutes, Thurston pense incrire l'essai de la victoire, mais l'essai est refusé à la vidéo pour un en-avant visiblement inexistant de Robert Lui. Pour la 3e année consécutive, les Cowboys sont éliminés en play-off sur des décisions controversées .

| 20 septembre 2014 19:55 | Manly-Warringah Sea Eagles | 17 - 18 (6 - 16, 17 - 17) | Canterbury-Bankstown Bulldogs | Allianz Stadium, Sydney 28 186 spectateurs Arbitre : Gerard Sutton, Ben Cummins |
| 20 septembre 2014 19:55 | Essai(s) : Hodges (40e), Stewart (65e), Blair (71e) Transformation(s) : Lyon 2/3 (40e, 66e) Drop(s) : Cherry-Evans 1/2 (79e), Stewart 0/1 Carton(s) jaune(s) : Starling (23e) |                           | Essai(s) : Brown (10e) Thompson (14e), Perrett (18e) Transformation(s) : Hodkinson 1/2 (15e), Lafai 1/1 (19e) Drop(s) : Reynolds 0/1, Hodkinson 2/2 (75e, 83e) Carton(s) jaune(s) : Maitua (71e) | Allianz Stadium, Sydney 28 186 spectateurs Arbitre : Gerard Sutton, Ben Cummins |
| 20 septembre 2014 19:55 | |                           | | Allianz Stadium, Sydney 28 186 spectateurs Arbitre : Gerard Sutton, Ben Cummins |

| Manly-Warringah Sea Eagles | Position         | Canterbury-Bankstown Bulldogs |
| -------------------------- | ---------------- | ----------------------------- |
| 1 Brett Stewart            | Arrière          | 1 Sam Perrett                 |
| 15 Cheyse Blair            | Ailier           | 2 Corey Thompson              |
| 3 Jamie Lyon (c)           | Centre           | 3 Josh Morris                 |
| 4 Steve Matai              | Centre           | 4 Tim Lafai                   |
| 5 Peta Hiku                | Ailier           | 5 Mitch Brown                 |
| 6 Kieran Foran             | Demi d'ouverture | 6 Josh Reynolds               |
| 7 Daly Cherry-Evans        | Demi de mêlée    | 7 Trent Hodkinson             |
| 8 Jason King               | Pilier           | 8 Aiden Tolman                |
| 12 Justin Horo             | Talonneur        | 9 Michael Ennis (c)           |
| 10 Brenton Lawrence        | Pilier           | 10 James Graham               |
| 11 Tom Symonds             | Deuxième ligne   | 11 Josh Jackson               |
| 18 Daniel Harrison         | Deuxième ligne   | 12 Tony Williams              |
| 13 Dunamis Lui             | Troisième ligne  | 13 Greg Eastwood              |
| 9 Jayden Hodges            | Remplaçant       | 14 Reni Maitua                |
| 14 Jesse Sene-Lefao        | Remplaçant       | 15 Dale Finucane              |
| 16 James Hasson            | Remplaçant       | 16 David Klemmer              |
| 17 Josh Starling           | Remplaçant       | 17 Frank Pritchard            |

### Finales Préliminaires
| 26 septembre 2014 19:55 | South Sydney Rabbitohs | 32 - 22 (12 - 12) | Sydney Roosters                                                                                             | ANZ Stadium, Sydney 52 592 spectateurs Arbitre : Gerard Sutton, Ben Cummins |
| 26 septembre 2014 19:55 | Essai(s) : Tuqiri (21e), Johnston (30e), Te'o (44e), Inglis 2 (52e, 65e) Transformation(s) : Reynolds 5/5 (22e, 31e, 45e, 53e, 66e) Pénalité(s) : Reynolds 1/1 (71e) |                   | Essai(s) : Pearce (5e), Minichiello 2 (8e, 80e), Guerra (78e) Transformation(s) : Maloney 3/4 (6e, 9e, 79e) | ANZ Stadium, Sydney 52 592 spectateurs Arbitre : Gerard Sutton, Ben Cummins |
| 26 septembre 2014 19:55 | |                   | | ANZ Stadium, Sydney 52 592 spectateurs Arbitre : Gerard Sutton, Ben Cummins |

| South Sydney Rabbitohs | Position         | Sydney Roosters           |
| ---------------------- | ---------------- | ------------------------- |
| 1 Greg Inglis          | Arrière          | 1 Anthony Minichiello (c) |
| 2 Alex Johnston        | Ailier           | 2 Daniel Tupou            |
| 3 Dylan Walker         | Centre           | 3 Michael Jennings        |
| 4 Kirisome Auva'a      | Centre           | 4 Shaun Kenny-Dowall      |
| 5 Lote Tuqiri          | Ailier           | 5 Roger Tuivasa-Sheck     |
| 6 Luke Keary           | Demi d'ouverture | 6 James Maloney           |
| 7 Adam Reynolds        | Demi de mêlée    | 7 Mitchell Pearce         |
| 8 George Burgess       | Pilier           | 8 Jared Waerea-Hargreaves |
| 9 Issac Luke           | Talonneur        | 9 Jake Friend             |
| 10 Dave Tyrrell        | Pilier           | 17 Dylan Napa             |
| 11 Kyle Turner         | Deuxième ligne   | 11 Boyd Cordner           |
| 12 John Sutton (c)     | Deuxième ligne   | 12 Sonny Bill Williams    |
| 13 Sam Burgess         | Troisième ligne  | 13 Aidan Guerra           |
| 14 Jason Clark         | Remplaçant       | 10 Sam Moa                |
| 15 Ben Te'o            | Remplaçant       | 14 Mitchell Aubusson      |
| 16 Chris McQueen       | Remplaçant       | 15 Frank-Paul Nu'uausala  |
| 17 Thomas Burgess      | Remplaçant       | 16 Isaac Liu              |

South Sydney se qualifie pour sa première finale depuis 1971

| 27 septembre 2014 19:55 | Penrith Panthers                                                                          | 12 - 18 (6 - 12) | Canterbury-Bankstown Bulldogs                                                                        | ANZ Stadium, Sydney 46 168 spectateurs Arbitre : Shayne Hayne, Gavin Badger |
| 27 septembre 2014 19:55 | Essai(s) : Moylan (40e), Watene-Zelezniak (72e) Transformation(s) : Soward 2/2 (40e, 73e) |                  | Essai(s) : Graham (15e), Jackson (28e), Finucane (59e) Transformation(s) : Lafai 3/3 (16e, 29e, 60e) | ANZ Stadium, Sydney 46 168 spectateurs Arbitre : Shayne Hayne, Gavin Badger |
| 27 septembre 2014 19:55 |                                                                                           |                  | | ANZ Stadium, Sydney 46 168 spectateurs Arbitre : Shayne Hayne, Gavin Badger |

| Penrith Panthers          | Position         | Canterbury-Bankstown Bulldogs |
| ------------------------- | ---------------- | ----------------------------- |
| 1 Matt Moylan             | Arrière          | 1 Sam Perrett                 |
| 2 Josh Mansour            | Ailier           | 2 Corey Thompson              |
| 3 Dean Whare              | Centre           | 3 Josh Morris                 |
| 4 Jamal Idris             | Centre           | 4 Tim Lafai                   |
| 5 Dallin Watene-Zelezniak | Ailier           | 5 Mitch Brown                 |
| 6 Will Smith              | Demi d'ouverture | 6 Josh Reynolds               |
| 7 Jamie Soward (c)        | Demi de mêlée    | 7 Trent Hodkinson             |
| 8 Sam McKendry            | Pilier           | 8 Aiden Tolman                |
| 9 James Segeyaro          | Talonneur        | 9 Michael Ennis (c)           |
| 10 Brent Kite (c)         | Pilier           | 10 James Graham               |
| 11 Sika Manu              | Deuxième ligne   | 11 Josh Jackson               |
| 12 Matt Robinson          | Deuxième ligne   | 12 Tony Williams              |
| 14 Adam Docker            | Troisième ligne  | 13 Greg Eastwood              |
| 13 Nigel Plum             | Remplaçant       | 15 Dale Finucane              |
| 15 Jeremy Latimore        | Remplaçant       | 16 David Klemmer              |
| 16 Ben Murdoch-Masila     | Remplaçant       | 17 Frank Pritchard            |
| 17 Lewis Brown            | Remplaçant       | 22 Tim Browne                 |

### Grande Finale
| 5 octobre 2014 19:20 | South Sydney Rabbitohs | 30 - 6 (6 - 0) | Canterbury-Bankstown Bulldogs                                     | ANZ Stadium, Sydney 83 833 spectateurs Arbitre : Shayne Hayne, Gerard Sutton |
| 5 octobre 2014 19:20 | Essai(s) : Johnston (20e), G.Burgess (57e), Auva'a (74e), Reynolds (77e), Inglis (79e) Transformation(s) : Reynolds 3/4 (58e, 75e, 78e), S.Burgess 0/1 Pénalité(s) : Reynolds 2/3 (27e, 64e) |                | Essai(s) : Williams (50e) Transformation(s) : Hodkinson 1/1 (51e) | ANZ Stadium, Sydney 83 833 spectateurs Arbitre : Shayne Hayne, Gerard Sutton |
| 5 octobre 2014 19:20 | |                |                                                                   | ANZ Stadium, Sydney 83 833 spectateurs Arbitre : Shayne Hayne, Gerard Sutton |

| South Sydney Rabbitohs | Position         | Canterbury-Bankstown Bulldogs |
| ---------------------- | ---------------- | ----------------------------- |
| 1 Greg Inglis          | Arrière          | 1 Sam Perrett                 |
| 2 Alex Johnston        | Ailier           | 2 Corey Thompson              |
| 3 Dylan Walker         | Centre           | 3 Josh Morris                 |
| 4 Kirisome Auva'a      | Centre           | 4 Tim Lafai                   |
| 5 Lote Tuqiri          | Ailier           | 5 Mitch Brown                 |
| 6 Luke Keary           | Demi d'ouverture | 6 Josh Reynolds               |
| 7 Adam Reynolds        | Demi de mêlée    | 7 Trent Hodkinson (c)         |
| 8 George Burgess       | Pilier           | 8 Aiden Tolman                |
| 21 Apisai Koroisau     | Talonneur        | 19 Moses Mbye                 |
| 10 Dave Tyrrell        | Pilier           | 10 James Graham (c)           |
| 11 Ben Te'o            | Deuxième ligne   | 11 Josh Jackson               |
| 12 John Sutton (c)     | Deuxième ligne   | 12 Tony Williams              |
| 13 Sam Burgess         | Troisième ligne  | 13 Greg Eastwood              |
| 14 Jason Clark         | Remplaçant       | 14 Tim Browne                 |
| 15 Kyle Turner         | Remplaçant       | 15 Dale Finucane              |
| 16 Chris McQueen       | Remplaçant       | 16 David Klemmer              |
| 17 Thomas Burgess      | Remplaçant       | 17 Frank Pritchard            |

South Sydney remporte son vingt-et-unième titre et son premier depuis 1971, douze ans après son retour en NRL. Malgré le large score, le match et très tendu et serré jusqu'à dix minutes de la fin (8 points d'avance pour Souths), mais les Rabbitohs plient le match sur un essai d'Auva'a à la 74e, puis deux autres par Reynolds et Inglis. Sam Burgess qui jouait son dernier match pour les Bunnies avant de partir à Bath est élu homme du match en ayant joué presque la totalité du match avec la pommette cassée, il devient de premier anglais à remporter cette distinction. Canterbury, sans son capitaine Michael Ennis, perd sa deuxième finale en trois ans.
Les 83 833 spectateurs ayant assisté au match constituent un nouveau record d'affluence dans le stade depuis sa reconfiguration.

## Statistiques

### Meilleurs scoreurs

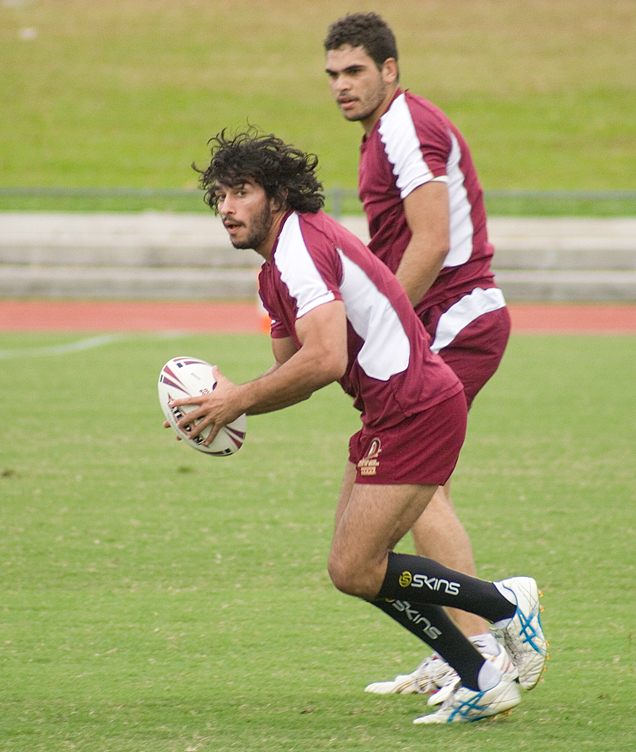
Johnathan Thurston (North Queensland)
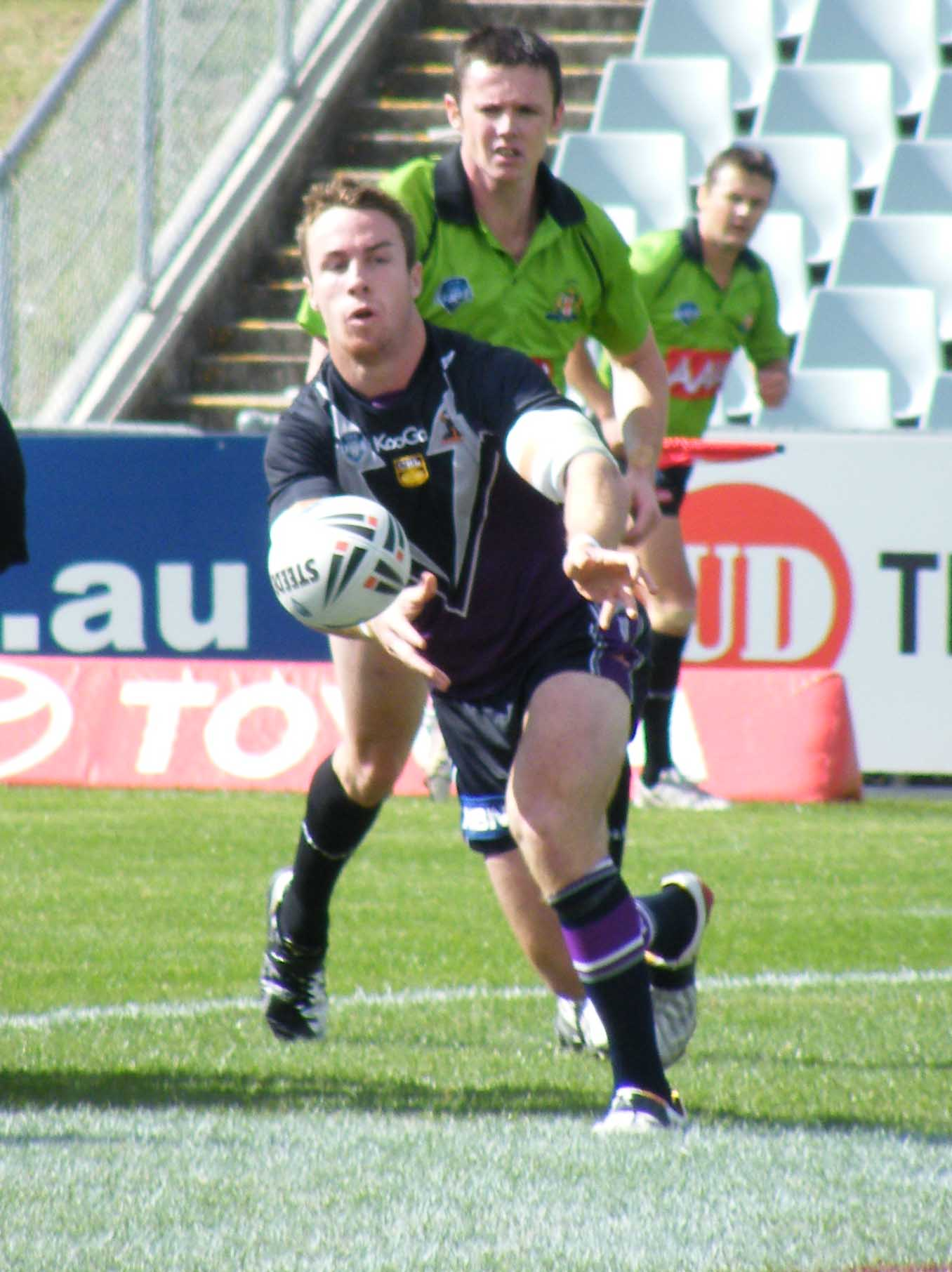
James Maloney (Sydney)
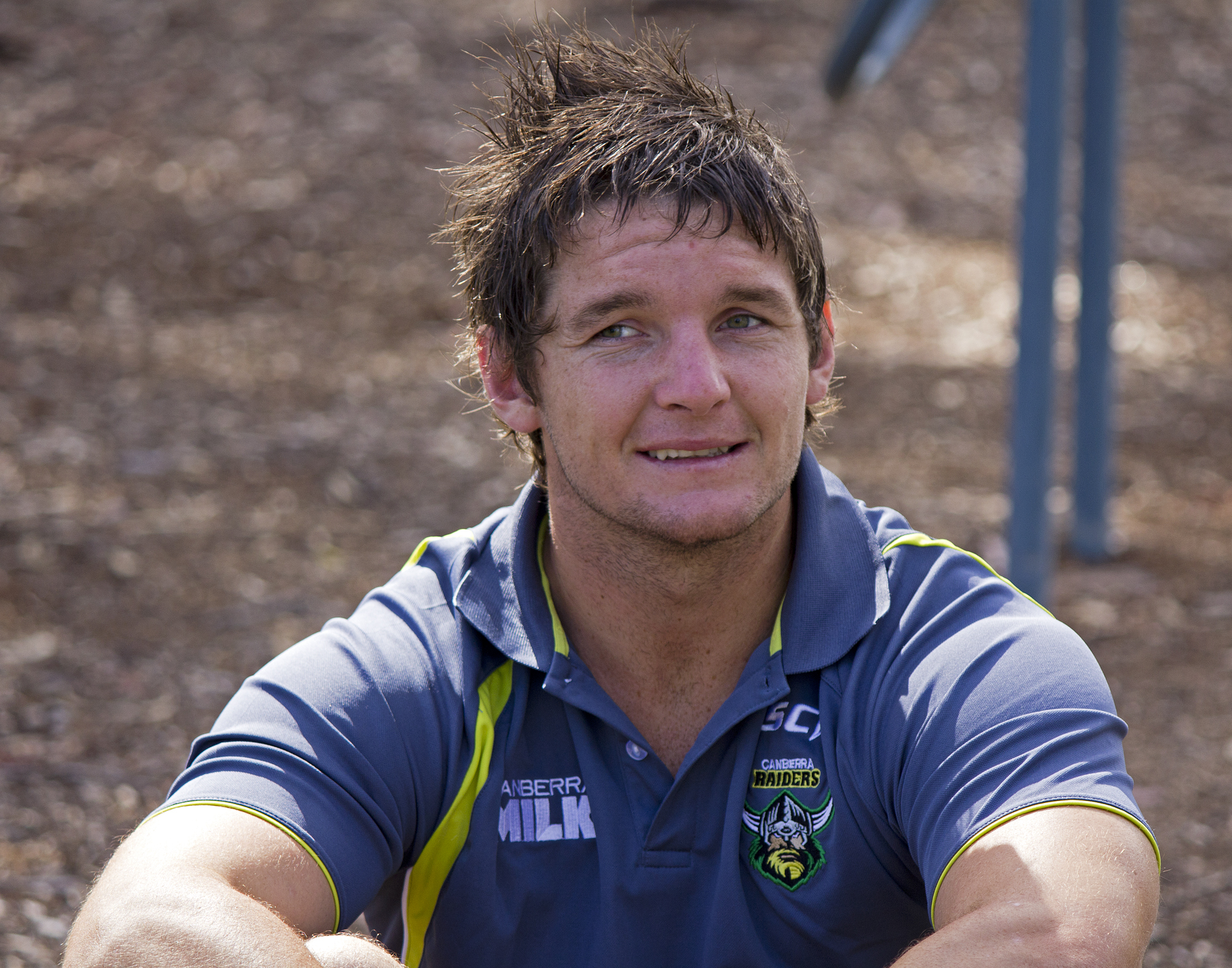
Jarrod Croker (Canberra)
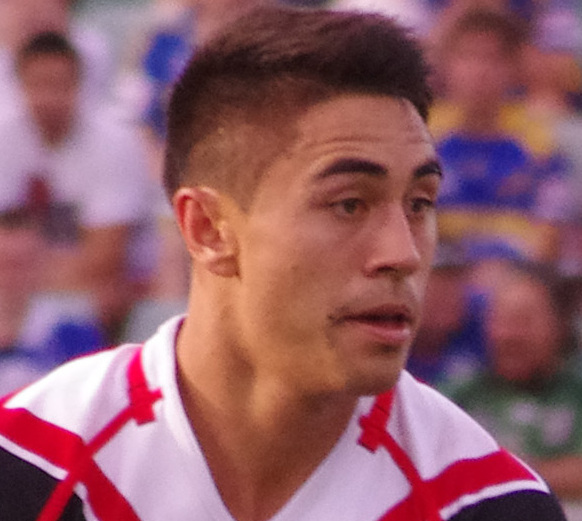
Shaun Johnson (NZ Warriors)
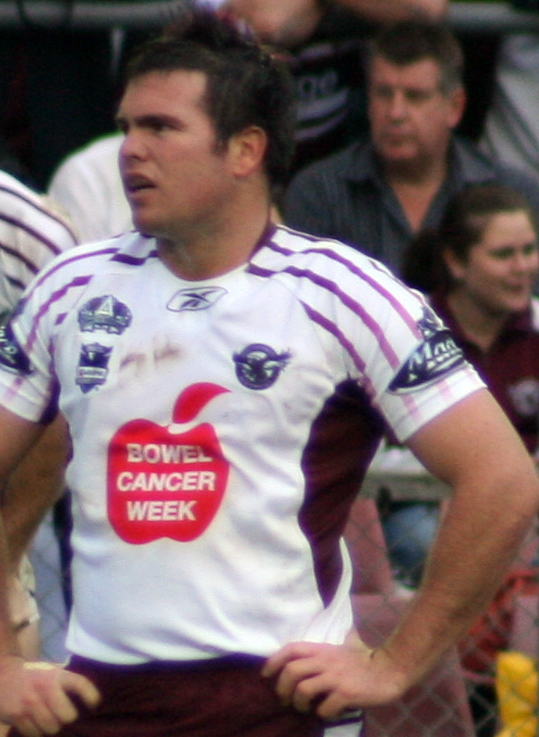
Jamie Lyon (Manly-Warringah)

| Points | Joueur             | Essais | Buts | Drops |
| ------ | ------------------ | ------ | ---- | ----- |
| 234    | Johnathan Thurston | 11     | 93   | 4     |
| 234    | James Maloney      | 5      | 106  | 2     |
| 221    | Adam Reynolds      | 7      | 95   | 3     |
| 202    | Jarrod Croker      | 18     | 65   | 0     |
| 170    | Shaun Johnson      | 9      | 63   | 1     |
| 170    | Jamie Lyon         | 7      | 71   | 0     |

### Meilleurs marqueurs d'essai

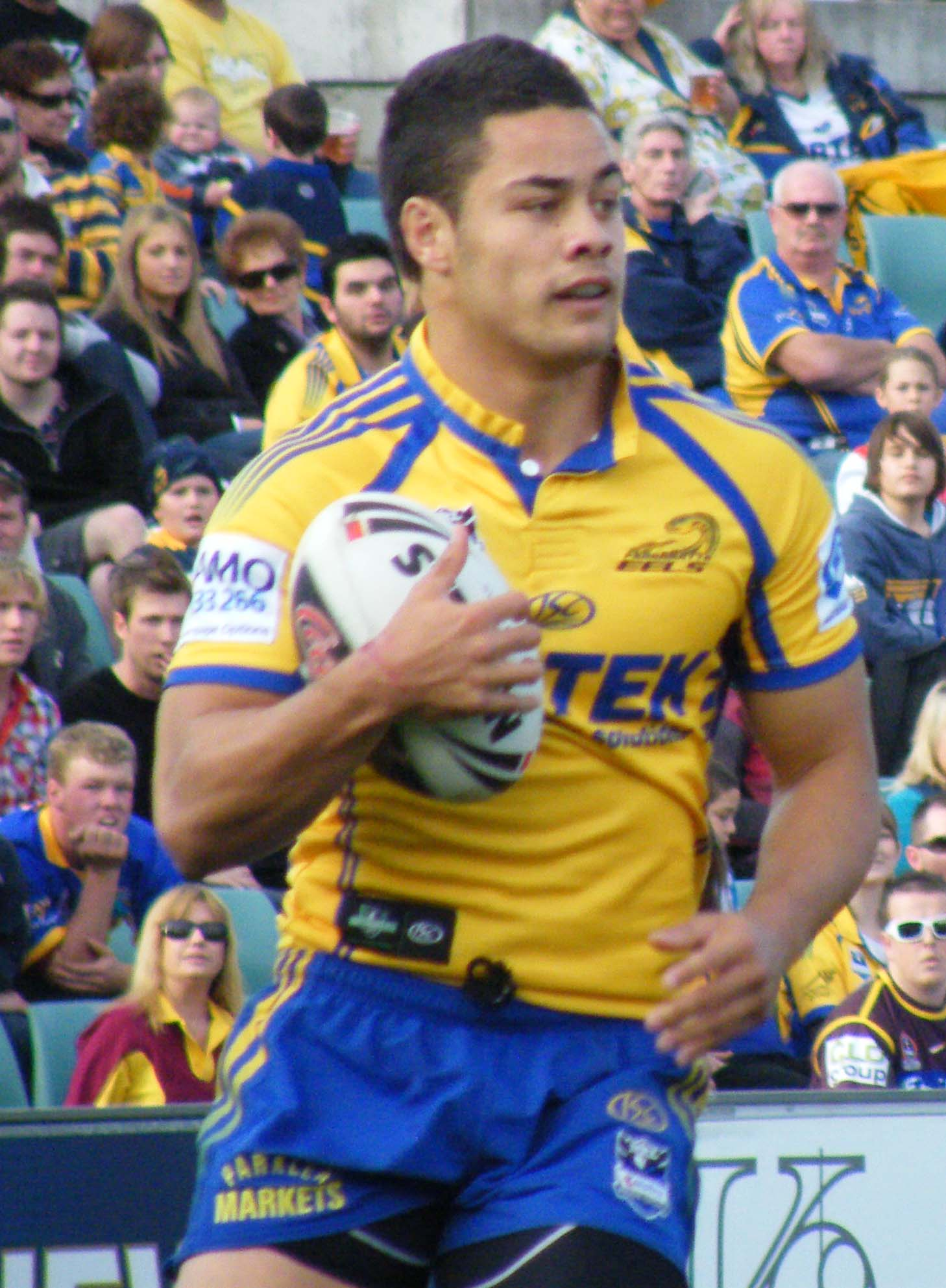
Jarryd Hayne (Parramatta)
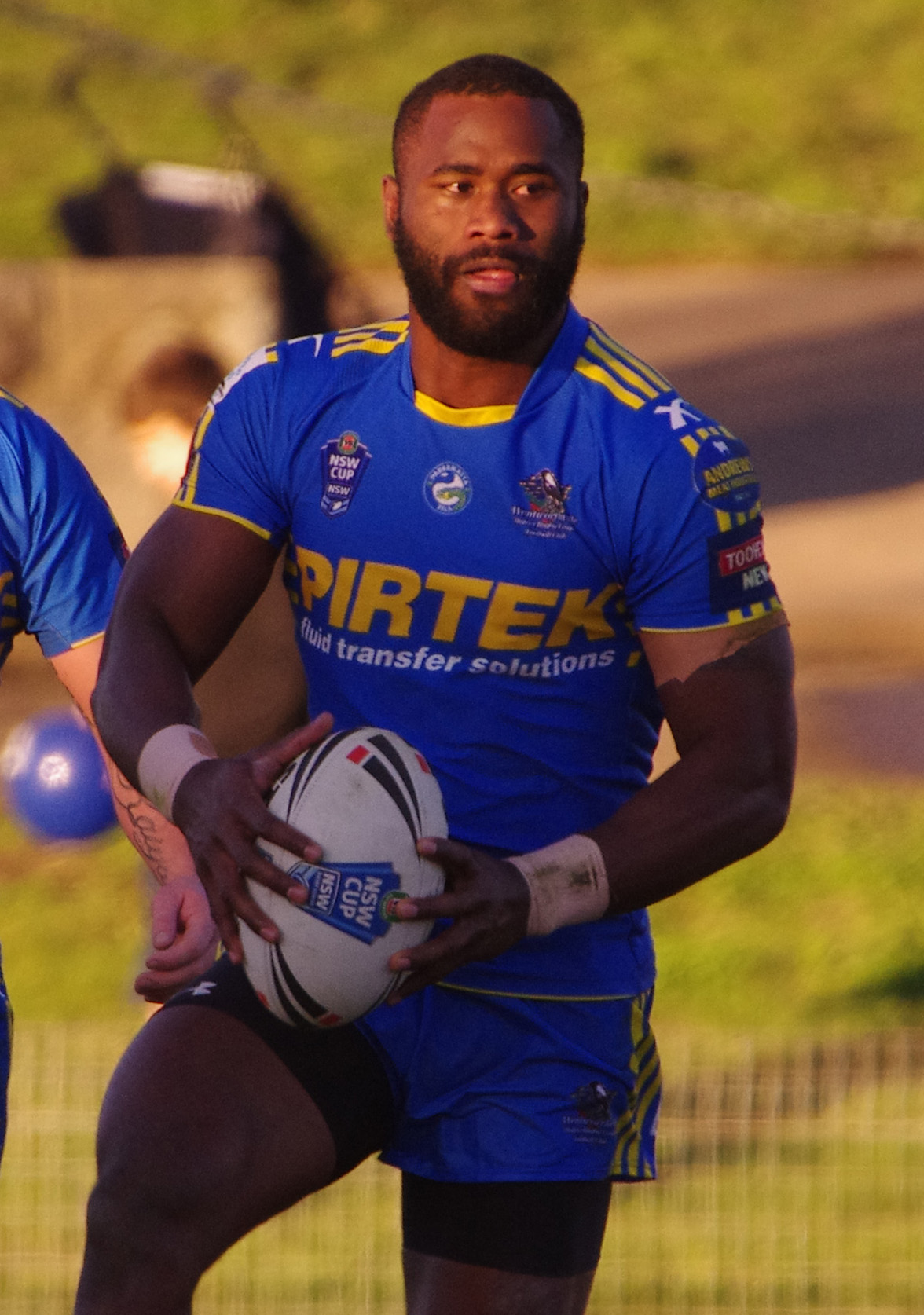
Semi Radradra (Parramatta)
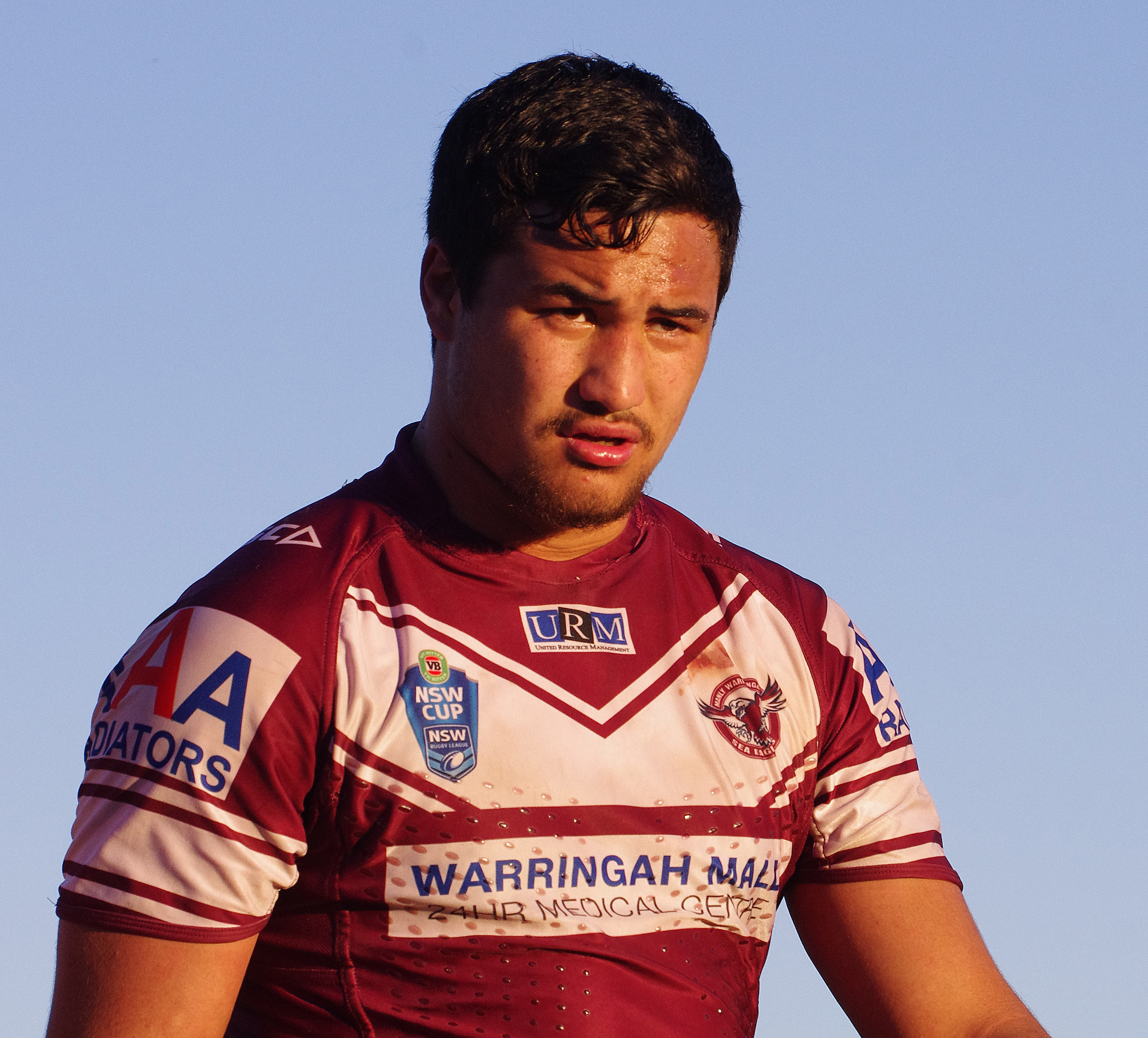
Peta Hiku (Manly-Warringah)
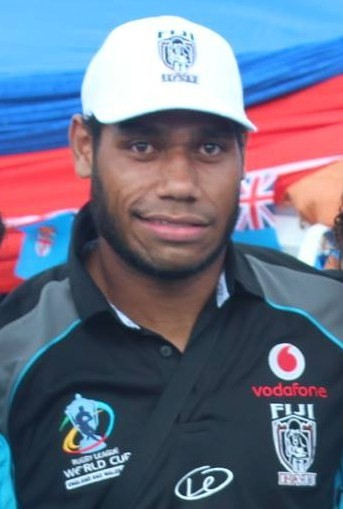
Sisa Waqa (Melbourne)
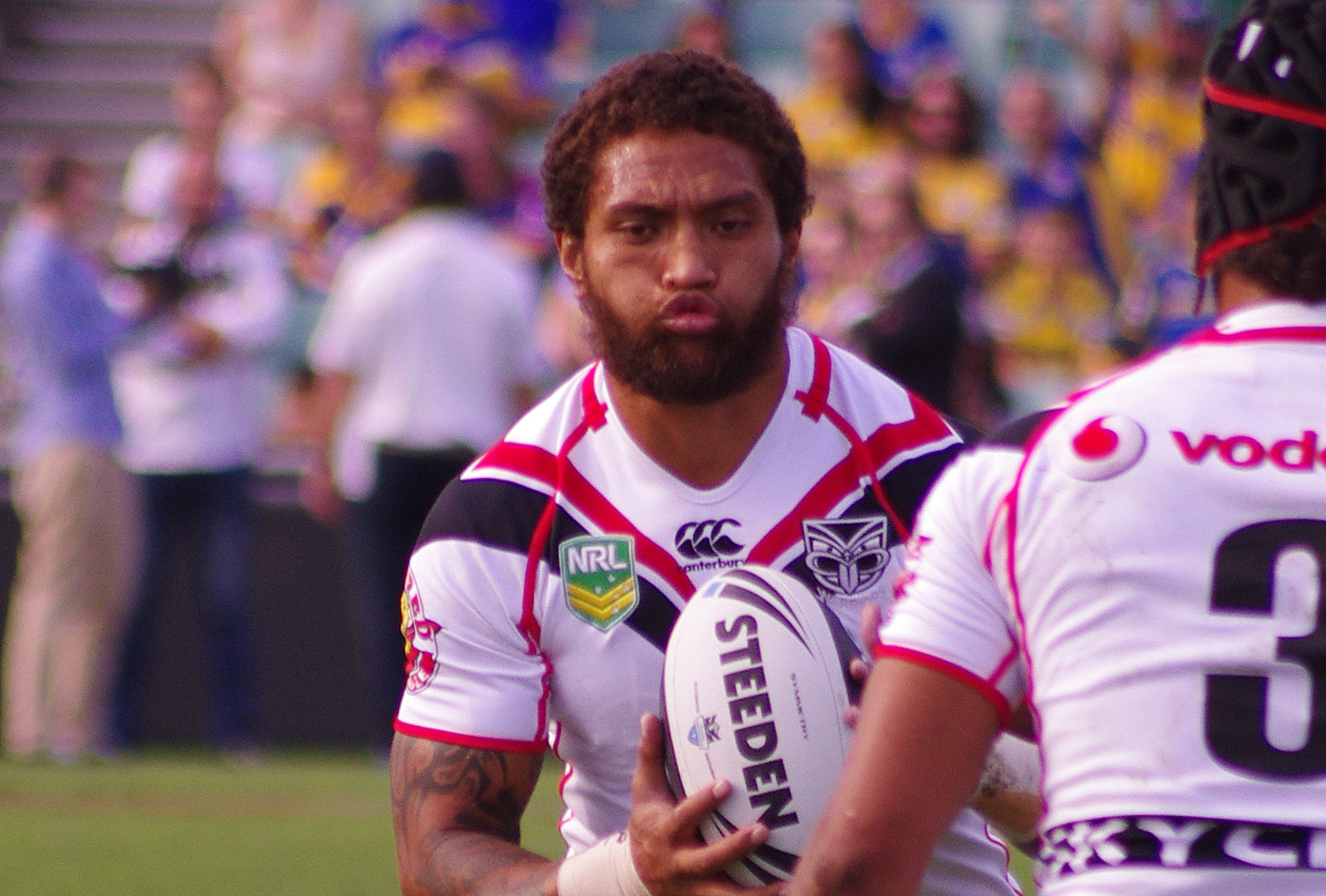
Manu Vatuvei (NZ Warriors)

| Essais | Joueur        |
| ------ | ------------- |
| 21     | Alex Johnston |
| 20     | Jarryd Hayne  |
| 19     | Semi Radradra |
| 18     | Jarrod Croker |
| 18     | Peta Hiku     |
| 18     | Sisa Waqa     |
| 17     | Manu Vatuvei  |

## Dally M Awards
Dally M Player of the Year:  Johnathan Thurston et  Jarryd Hayne
| Récompense                         | Joueur                   |
| ---------------------------------- | ------------------------ |
| Provan-Summons Medal               | Johnathan Thurston       |
| Révélation de l'année              | Luke Brooks              |
| Capitaine de l'année               | Jamie Lyon               |
| Meilleur joueur du State of Origin | Jarryd Hayne             |
| Entraineur de l'année              | Ivan Cleary              |
| Meilleur marqueur d'essais         | Jarryd Hayne – 20        |
| Meilleur scoreur                   | Johnathan Thurston – 208 |
| Peter Frilingos Memorial Award     | NSW Blues                |
| Joueur U19 de l'année              | Kane Elgey               |

Équipe de l'année
| Récompense                | Player             |
| ------------------------- | ------------------ |
| Meilleur Arrière          | Jarryd Hayne       |
| Meilleur Ailier           | Semi Radradra      |
| Meilleur Centre           | Jamie Lyon         |
| Meilleur Demi d'ouverture | Johnathan Thurston |
| Meilleur Demi de mêlée    | Daly Cherry-Evans  |
| Meilleur Troisième ligne  | Sam Burgess        |
| Meilleur Deuxième ligne   | Beau Scott         |
| Meilleur Pilier           | James Graham       |
| Meilleur Talonneur        | James Segeyaro     |